# Scotogramma gatei
Scotogramma gatei là một loài bướm đêm trong họ Noctuidae.